# Жаворонков, Николай Михайлович
Никола́й Миха́йлович Жа́воронков (25 июля [7 августа] 1907 года, Стрелецкие Выселки, Рязанская губерния — 5 августа 1990 года, Москва) — советский химик, специалист в области неорганической химии и химической технологии. Герой Социалистического Труда. Лауреат Государственной премии СССР.

## Биография
Родился 25 июля (7 августа) 1907 года в селе Стрелецкие Выселки (ныне Рязанская область) в крестьянской семье.
В 1918 году окончил сельскую школу в селе Маково.
В 1930 году окончил Московский химико-технологический институт им. Д. И. Менделеева.
С 1939 года член ВКП(б).
В 1942 году Жаворонкову присуждена учёная степень доктора технических наук.
В 1944 году по рекомендации А. Н. Баха утверждён 1-м заместителем директора НИФХИ имени Л. Я. Карпова.
В 1945 году создана лаборатория разделения смесей, которой он же и руководил до 1948 года.
В 1946 году после смерти А. Н. Баха, стал директором НИФХИ им. Л. Я. Карпова, которым руководил до 1948 года.
Провёл большую работу по перестройке научной деятельности с учётом потребностей народного хозяйства и обороны.
Ректор МХТИ имени Д. И. Менделеева (1948—1962).
С 1953 года член-корреспондент АН СССР.
Директор ИОНХАН  имени Н. С. Курнакова АН СССР (1962—1988).
C 1962 года академик АН СССР, член Президиума.
С 1963 года академик-секретарь Отделения физико-химии и технологии неорганических материалов АН СССР.
Наряду с академиками АН СССР Б. М. Кедровым, М. В. Келдышем, А. Н. Несмеяновым, Ю. А. Овчинниковым, Б. Е. Патоном, А. М. Прохоровым, Н. Н. Семеновым, Д. В. Скобельцыным, И. М. Франком, А. Н. Фрумкиным, Ю. Б. Харитоном, М. Б. Храпченко, П. А. Черенковым и другими подписал в 1973 году письмо учёных в газету «Правда» с осуждением «поведения академика А. Д. Сахарова». В письме Сахаров обвинялся в том, что он «выступил с рядом заявлений, порочащих государственный строй, внешнюю и внутреннюю политику Советского Союза», а его правозащитную деятельность академики оценивали как «порочащую честь и достоинство советского учёного».
Умер 5 августа 1990 года. Похоронен в Москве на Кунцевском кладбище.

## Вклад в науку
Основные работы Жаворонкова были в области неорганической химии и химической технологии.
В начале своей научной деятельности Николай Михайлович занимался изучением процессов получения водорода и азото-водородной смеси и очистки их от углекислого газа и окиси углерода для производства синтетического аммиака.
Работы Жаворонкова последних лет посвящены процессам разделения жидких и газовых смесей методами абсорбции, ректификации, молекулярной дистилляции и химического обмена. Совместно с сотрудниками выполнил серию работ по теории процессов концентрирования стабильных изотопов и разработал методы разделения изотопов водорода, углерода, азота, кислорода, бора и других лёгких элементов.
Опубликовал около 500 научных работ, более 100 научных популярных и публицистических статей. Многие работы Жаворонкова нашли широкое применение в промышленности.

### Работы
- Гидравлические основы скрубберного процесса и теплопередача в скрубберах, М., 1944;
- Молекулярная дистилляция, «Химическая промышленность», 1950, № 11 — 12 (совместно с В. А. Малюсовым);
- Азот в природе и технике, М., 1951;
- Источники технического связанного азота, М., 1951;
- Массопсредача в процессе пленочной абсорбции, «Химическая промышленность», 1951, № 8; 1953, № 4 (совм. с В. А. Мамосовым и Н. А. Малафеевым);
- Разделение смесей методом молекулярной перегонки (дистилляции), в книге: Методы и процессы химической технологии. Сборник 1, М.—Л., 1955 (совм. с А. И. Майером);
- Разделение смесей методом высоковакуумной ректификации, там же (совм. с В. А. Мамосовым и H. H. Умником);
- Некоторые физико-химические константы тяжелокислородной воды, в книге: Применение меченых атомов в аналитической химии, М., 1955 (совм. с О. В. Уваровым и H. H. Севрюговой);
- Промышленный метод получения концентратов тяжелого изотопа азота, «Химическая промышленность», 1955, № 7 (совм. с С. И. Бабковым);
- Массообмен в процессе пленочной ректификации, «Доклады АН СССР», 1955, т. 105, № 4 и 5 (совм. с В. А. Мамосовым и H. H. Умником);
- Исследование ректификации в колоннах с вращающимся ротором, там же, 1956, т. 106, № 1 (совм. с В. А. Мамосовым и H. H. Умником);
- Определение коэффициентов разделения изотопов бора при равновесном испарении ВСl3, «Атомная энергия», 1956, № 4 (совм. с H. H. Севрюговой и О. В. Уваровым);
- Ректификационная колонна для получения тяжелокислородной воды, «Химическая промышленность», 1956, № 7 (совм. с О. В. Уваровым и В. А. Сокольским);
- Chemical Industry and research in the Soviet Union, «Canadian Chemical Processing», 1956, т. 40, № 5;
- К. А. Тимирязев и проблема азота, «Химическая промышленность», 1956, № 6.

## Награды и премии
Советские
- Сталинская премия второй степени (1953) — за разработку методов получения тяжелой воды, разработку проектов установок, а также промышленное освоение производства тяжелой воды
- Герой Социалистического Труда (1969).
- Золотая медаль имени Д. И. Менделеева (1969) за исследования в области химии и технологии стабильных изотопов лёгких элементов.
- Государственная премия СССР (1984).
- орден Ленина (трижды).
- орден Октябрьской революции.
- два ордена Трудового Красного Знамени
- орден Красной Звезды.
- орден «Знак Почёта».

Иностранные
- Болгарский орден Кирилла и Мефодия 1-й степени.

Был избран почётным доктором 4-х иностранных академий наук и почётным доктором ряда университетов.